# Base (geometria)
En geometria s'anomena base la línia (en dues dimensions) o el pla (en un espai de tres dimensions) d'una figura geomètrica plana (2D), com ara un triangle o un pentàgon, o al pla de contorn d'una amb volum (3D), com ara un hexaedre o un con, sobre el qual descansa imaginàriament la figura. En particular, s'anomena "base" a un dels costats paral·lels d'un trapezi o al costat diferent en un triangle isòsceles. En figures com per exemple les piràmides és important indicar, per a la seva descripció, si la seva base és quadrada (si reposa sobre un quadrat), circular (en aquest cas seria un con), pentagonal, etc.
La base, juntament, amb l'altura, el radi, el nombre π, etc. es pren sovint com a factor per a calcular àrees i volums de les figures a què pertanyen.